# Ludovico Alidosi
Ludovico Alidosi fou fill de Bertrando Alidosi. Fou senyor i vicari pontifici d'Imola del 1391 a l'1 de febrer de 1424 confirmat per butlla del Papa Bonifaci IX del 27 de gener de 1393. Fou senyor de Toranello, Pediano e Gallisterna des del 1405 a l'1 de febrer de 1424, senyor i vicari pontifici de Tossignano, Dozza, Riolo, Pieve Sant’Andrea, Gaggio i Castellaro des l'11 d'octubre de 1412 a l'1 de febrer del 1424. Després de perdre els seus estats el 1424 es va fer monjo cistercenc el 1428 i va morir a Roma el 1430. Estava casat des del 1392 amb Verde Pio filla de Giberto I Pio senyor de Carpi. Va deixar un fill i dues filles.